# Nephrotoma pamirensis
Nephrotoma pamirensis is een tweevleugelige uit de familie langpootmuggen (Tipulidae). De soort komt voor in het Palearctisch gebied.